# Калахан (Флорида)
Калахан (енгл. Callahan) град је у америчкој савезној држави Флорида. По попису становништва из 2010. у њему је живело 1.123 становника.

## Демографија
Према попису становништва из 2010. у граду је живело 1.123 становника, што је 161 (16,7%) становника више него 2000. године.
| Група             | 2000.       | 2010.       |
| Белци             | 811 (84,3%) | 994 (88,5%) |
| Афроамериканци    | 102 (10,6%) | 79 (7,0%)   |
| Азијати           | 2 (0,2%)    | 10 (0,9%)   |
| Хиспаноамериканци | 24 (2,5%)   | 27 (2,4%)   |
| Укупно            | 962         | 1.123       |